# Qapagan
Qapagan Kagan (alttürkisch 𐰴𐰯𐰍𐰣:𐰴𐰍𐰣 Qapaγan qaγan, türkisch Kapgan Kağan, chinesisch 遷善, Pinyin Qiānshàn) war der zweite Herrscher des zweiten Kaganats der Kök-Türken im spätantiken Zentralasien. Er regierte von 691/92 bis 716. Sein Name wird auch Kapağan Kağan geschrieben, ein anderer Name in chinesischen Quellen ist Mo-ch'uo. Sein ursprünglicher Name war Bökö.
Qapagan hat unter anderem auch eine chinesische Erziehung genossen und folgte seinem Bruder, dem ersten Kagan Elteriš, als Herrscher, nahm die Raubzüge gegen China wieder auf und unterstützte die Gegner Chinas. Er stand dem Reich nur als Vormund seines Neffen Kül Tigin vor, der damals sechs Jahre alt war. Wahrscheinlich nahm er deshalb nicht den Kagan-Titel an. Ihm unterstellten sich unter anderem die Stämme der Karluken und Oghusen freiwillig, und 699 war das Westreich wieder mit dem Ostreich vereinigt. Auch nichttürkische Völker wie die Kitan wurden unterworfen.
Qapagan führte ein hartes Regiment über die Völker seines Reiches – 711/12 kam es zu Unruhen unter den Völkerschaften der Basmıl und Teilen der On-Ok.
Im Westen suchte er die dort lebenden Nomaden zu unterwerfen; in diesen Kämpfen fand er 716 den Tod.
Ihm folgte der ältere Sohn seines Bruders Elteriš, Bilge Kagan. Dessen jüngerer Bruder Kültegin und der Berater ihres Vaters, Tonyuquq, unterstützten ihn.